# Симко — Грей
Си́мко — Грей (англ. Simcoe—Grey) — федеральный и провинциальный избирательный округ в Онтарио.

## Федеральный округ
Округ находится к северу от Торонто, на берегу Джорджиан-Бея. Округ состоит из городов Нью-Текамсе, Спрингуотер, Коллингвуд, Эсса, Уасага-Бич, Клирвью, Аджала-Тосоронтио и гор Блю-Маунтинс.
Соседними округами являются Барри, Дафферин — Каледон, Брус — Грей — Оуэн-Саунд, Оук-Риджес — Маркем, Север Симко и Йорк — Симко.
Численность его населения — 125 985 человек, из них 92 167 избирателей на территории площадью 2515 км².
Действующим федеральным депутатом является консерватор Келли Лейтч.

### Результаты выборов
|       | Кандидат             | Партия             | Число голосов | % голосов |
| ----- | -------------------- | ------------------ | ------------- | --------- |
|       | Келли Лейтч          | Консервативная     | 31 784        | 49,37 %   |
|       | Алекс Смарденка      | Либеральная        | 8207          | 12,75 %   |
|       | Кейти Остин          | НДП                | 11 185        | 17,38 %   |
|       | Джейс Митиэрал       | Зелёная            | 3482          | 5,41 %    |
|       | Питер Вандер Заг     | Наследие           | 757           | 1,18 %    |
|       | Горд Кокран          | Канадское действие | 244           | 0,38 %    |
|       | (б) Хелена Джоэрджис | Независимая        | 8714          | 13,54 %   |
| Итого | Итого                | Итого              | 64 373        | 100 %     |

|       | Кандидат             | Партия          | Число голосов | % голосов |
| ----- | -------------------- | --------------- | ------------- | --------- |
|       | (б) Хелена Джоэрджис | Консервативная  | 30 897        | 55,05 %   |
|       | Андреа Матросова     | Либеральная     | 12 099        | 21,56 %   |
|       | Кейти Остин          | НДП             | 6288          | 11,2 %    |
|       | Питер Эллис          | Зелёная         | 5685          | 10,13 %   |
|       | Питер Вандер Заг     | Наследие        | 1018          | 1,81 %    |
|       | Кэли Маккиббин       | Либертарианская | 143           | 0,25 %    |
| Итого | Итого                | Итого           | 56 130        | 100 %     |

### История
Округ Симко — Грей возник в 1996 из частей округов Барри — Симко — Брэдфорд, Брус — Грей, Центр Симко, Север Симко, Веллингтон — Грей — Дафферин — Симко и Йорк — Симко.
1. 1997-2004 — Пол Бонуик, ЛПК
2. 2004-2011 — Хелена Джоэрджис, КПК (с 2010 независимая)
3. 2011-…… — Келли Лейтч, КПК

## Провинциальный округ
Со времени проведения онтарийских провинциальных выборов 4 октября 2007 все провинциальные округа идентичны федеральным.
Действующим провинциальным депутатом является прогрессист-консерватор Джим Уилсон.